# Suzumura Takuya
Suzumura Takuya (sinh ngày 13 tháng 9 năm 1978) là một cầu thủ bóng đá người Nhật Bản.

## Giải vô địch bóng đá trong nhà thế giới
Suzumura Takuya được triệu tập vào đội tuyển Nhật Bản tham dự Giải vô địch bóng đá trong nhà thế giới 2004.